# Aroldo e i cowboys
Aroldo e i cowboys (An Eastern Westerner) è una comica muta del 1920 di Hal Roach con Harold Lloyd.

## Trama
Aroldo (Harold Lloyd) è il figlio di una ricca famiglia di New York ed un amante della bella vita. Un giorno ritorna a casa alle 2 del mattino dopo una notte di baldoria in una sala da ballo da cui, fra l'altro, era stato buttato fuori in malo modo. Il suo severo padre non vuole più tollerare questo stile di vita del figlio e per impartirgli una lezione gli dice di preparare i bagagli e di recarsi all'ovest, presso il ranch di suo zio che si trova in un piccolo villaggio chiamato Piute Pass, dove vige la legge del più forte e delle pistole. Al suo arrivo, il selvaggio West non gli offre quello che si definisce un caloroso benvenuto ma il giovanotto, dopo aver superato qualche difficoltà, incontra una ragazza carina (Mildred Davis) agli occhi della quale cerca di rendersi interessante. Il padre della ragazza è malato e, per tale motivo, la figlia aveva chiesto un lavoro a Tiger Lip Tompkins (Noah Young), un uomo violento che "possiede metà della città e fa il prepotente con l'altra metà" oltre ad essere il capo di una banda di fuorilegge chiamati gli Angeli Mascherati. Tompins vorrebbe far sua la ragazza che, invece, rifiuta le sue avances. L'uomo, allora, prende in ostaggio il padre della ragazza rinchiudendolo in una stanza del saloon di sua proprietà. Poco dopo, anche il ragazzo arriva al saloon e, dopo aver perso un'ingente somma di denaro al tavolo di poker giocando contro un baro, rivede la ragazza che, affranta, gli spiega la triste situazione in cui si trova lei con il padre. Con astuzia Aroldo, sottrae la chave a Tompkins e libera il padre della fanciulla ma Tompkins, infuriato, fa accorrere la sua numerosa banda di malviventi. Usando una serie di stratagemmi Aroldo riesce a non farsi prendere dai fuorilegge e a far credere loro di essere salito sul treno diretto all'Est. Il giovanotto, invece, si è nascosto dietro un cespuglio ed, appena gli Angeli Mascherati si sono allontanati, abbraccia la ragazza che lo aveva aspettato e si fidanza con lei, disegnando con una matita, molto romanticamente, l'anello intorno al dito della fanciulla dai begli occhi.